# Snowbagging

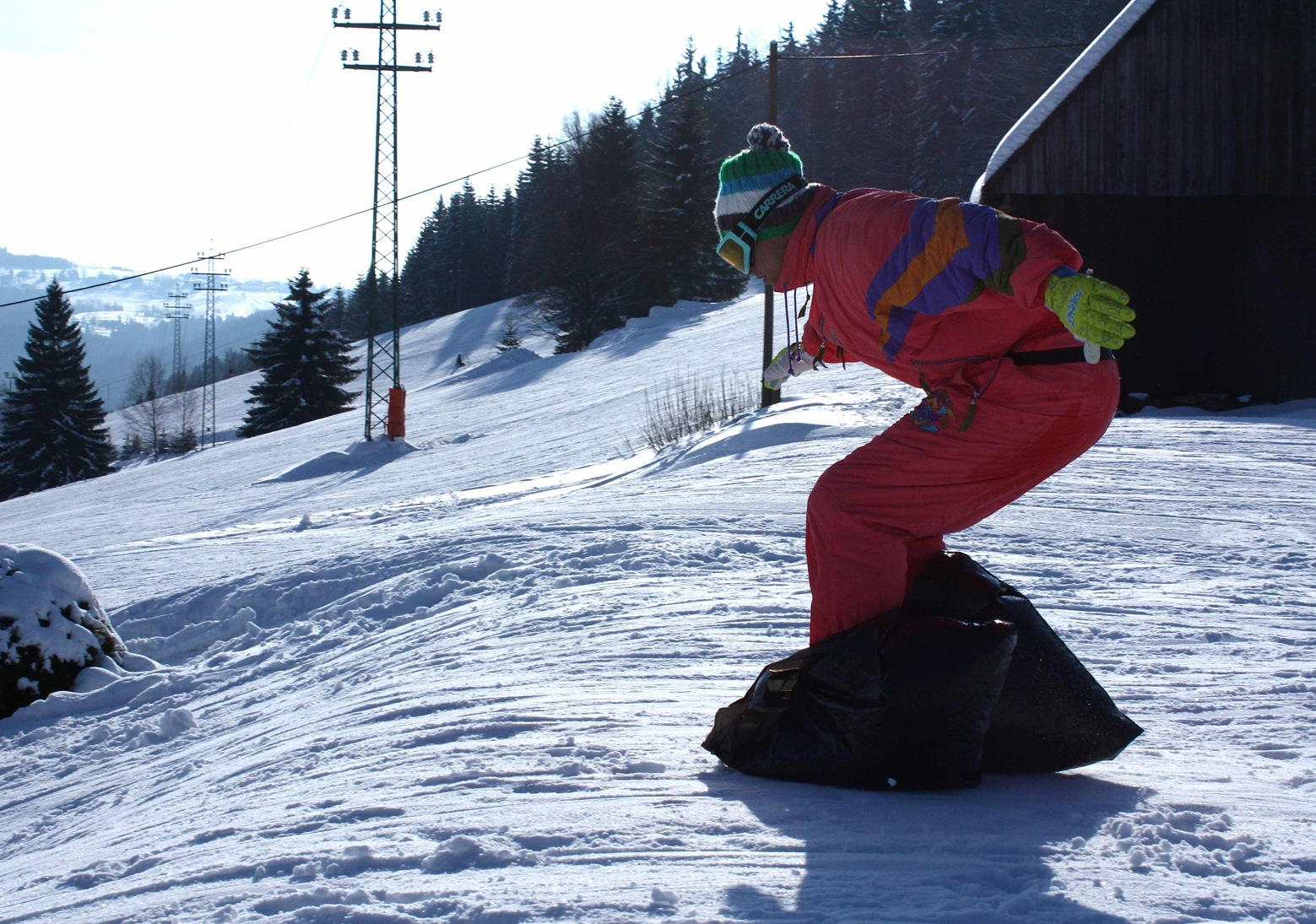
Snowbaggista před startem

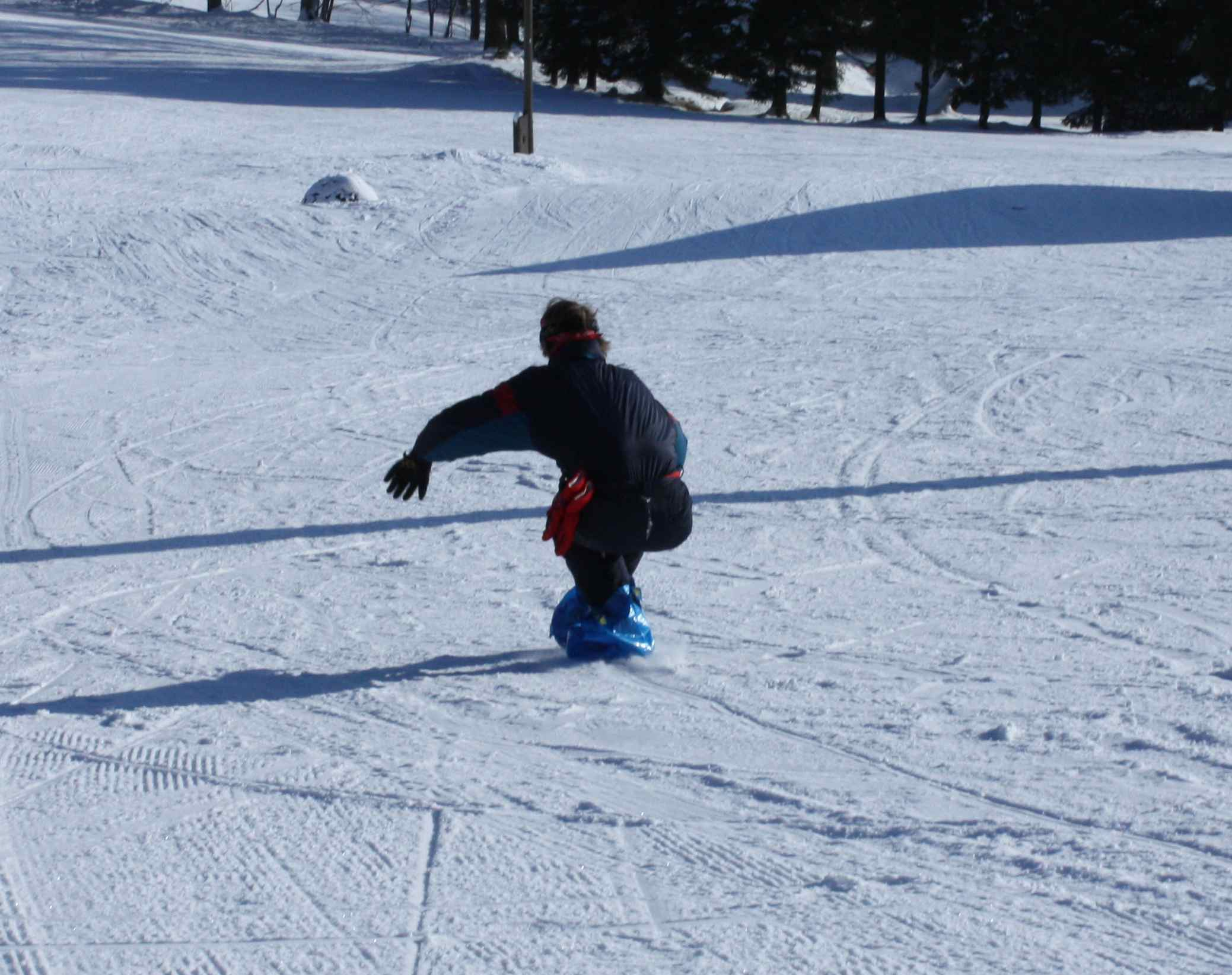
Snowbaggista v akci

Snowbagging (zkratka SBG) je na sněhu provozovaný zimní sport podobný lyžování, skateboardingu a bruslení. Tento sport je provozován na Snowbagu tzn. “pytli”, který je pevně připnut k oběma nohám jezdce. Občas je snowbagging srovnáván s Klu-ski, pohyb na sněhu a technika jízdy je totiž podobná.

## Historie
Snowbagging vynalezl Kenny Clark, americký lyžař a snowboardista v roce 2005. Ze začátku byl snowbagging oblíbeným doplňkovým sportem pro úzkou skupinu top snowboardistů v USA a Kanadě, ale rychle se začal šířit a šíří po celém světě. V Evropě se první "snowbaggeři" objevili ve Švédsku. Z počátku šlo pochopitelně o přátele okolo Kennyho, kteří šířili snowbagging dále.

## Současnost
Nyní snowbagging provozuje značné množství lidí téměř po celém světě, ale nejvíce se samozřejmě uchytil na západním pobřeží USA, v Kanadě a ve Skandinávii.
První snowbaggisti se objevili už v roce 2007 i v ČR
Již v této sezóně 2008 se první Češi – David "Faller" Stinka a Tereza Koutná –  nominovali do seriálu SWC.
Mezinárodní snowbag asociace (ISA) v tomto roce rozšířila seriál SWC o finálový závod. Konkrétně se závod konal v březnu 2009 ve Špindlerově mlýně v České republice.